# Нсенга
Нсенга (также сенга) — один из нигеро-конголезских языков, на котором говорят в Мозамбике, Зимбабве и Замбии. Для этого языка код в ISO 639-3 — nse.

## Регионы
На нсенга говорят на юго-востоке Замбии, севере Зимбабве, западе Мозамбика.

## Статус языка
В Замбии на языке нсенга говорят 405 тысяч человек (народ нгони), это 3,4% населения

В Зимбабве на нсенга говорят 16 тысяч человек.

В Мозамбике на языке нсенга говорят 141 тысяча человек.

## Пример текста
Оригинал: Pa chiyambiyambi penze Lizu, na Lizu enze kwa Mlungu, nalo Lizu enze Mlungu.

Перевод: В начале было Слово, и Слово было у Бога, и Слово было Бог.